# Банаба
Банаба (мовою кірибаті Banaba), відомий також під англійською назвою Ошен (англ. Ocean Island) — острів у Тихому океані, що розташований майже на самому екваторі.
Знаходиться на захід від островів Гілберта (Кірибаті) та за 306 км на схід від Науру.
Належить республіці Кірибаті.
Довжина острова не перевищує 3,2 км, а площа суші 6,5 км².
Острів геть зруйновано через видобуток фосфоритів, розробки яких велись з 1900 по 1979 роки.
Сучасне населення острова, мешкає в місцевості з убогою рослинністю, яка менше постраждала від видобутку фосфоритів. Наприкінці Другої світової війни населення острова здебільшого було перевезене на острів Рамбі (Фіджі).
| Прапор Кірибаті | Це незавершена стаття з географії Кірибаті. Ви можете допомогти проєкту, виправивши або дописавши її. |